# Erastria nodieri
Erastria nodieri är en fjärilsart som beskrevs av Charles Oberthür 1912. Erastria nodieri ingår i släktet Erastria och familjen mätare. Inga underarter finns listade i Catalogue of Life.